# Cárdena andaluza
La cárdena andaluza es una raza vacuna española autóctona de Andalucía.

## Morfología
Con un peso de entre 500 y 600 kilos y un pelaje de color cárdeno (mezcla de pelos blancos y negros), esta raza posee una característica papada tanto en machos como en hembras. Utilizada para la tracción, algunos ejemplares se utilizan como cabestro o buey.